# La Ville des âmes en peine
Singles de Johnny Hallyday
Tes tendres années (live)
(1996) Rouler sur la rivière
(1997)
Clip vidéo
[vidéo] « La Ville des âmes en peine », sur YouTube
La Ville des âmes en peine est une chanson de Johnny Hallyday issue de son album de 1996 Destination Vegas.
Le 9 décembre 1996, trois jours avant la sortie de l'album, la chanson est parue en single, et s'est classée à la 33e place du Top 50.
C'est une adaptation française, par Jean Fauque, de la chanson Lonesome Town, écrite par Baker Knight et interprétée par Ricky Nelson en 1958.

## Développement et composition
L'enregistrement de Johnny Hallyday a été produit par Chris Kimsey (en).

## Liste des pistes
Single CD — 9 décembre 1996, Philips / Mercury 578976-2 (PolyGram)
1. La Ville des âmes en peine (3:34)
2. Comme un fou (2:48)

Enregistré pendant les répétitions du concert exceptionnel Desination Vegas

## Classements
| Classement (1996) | Meilleure position |
| ----------------- | ------------------ |
| France (SNEP)     | 33                 |

## Reprise
Vic Laurens enregistre une version de La Ville des âmes en peine, parut en 2012 sur l'album La légende du Rock and Roll,.